# Tavite Lopeti
Pas d'image ? Cliquez ici

a Compétitions nationales et continentales officielles uniquement.

b Matchs officiels uniquement.
Dernière mise à jour le 26 juin 2022.
Tavite Lopeti, né le 20 novembre 1998 à Hayward (États-Unis), est un joueur international américain de rugby à XV.  Il joue avec la franchise des Seawolves de Seattle en Major League Rugby depuis 2022.  

## Biographie
Natif d'Hayward en Californie, Tavite est un athlète multisport au sein de son lycée, le Tennyson High School (en). Il y pratique le football américain et le basketball. A la même époque, ce joueur d'origine tongienne découvre le rugby. Il rejoint le Peninsula Green RFC en 2013, jusqu'à quitter le lycée. Il intègre à la même époque la sélection américaine des moins de 19 ans à l'occasion d'une tournée au Canada. 
Après le lycée, il intègre le club de sa ville, les Life West Gladiators (en), avant de rejoindre un programme universitaire, celui du Collège Saint Mary de Californie, tout en continuant à jouer à sept en club. Joueur brillant, il intègre l'équipe nationale universitaire américaine qui va rencontrer son homologue canadienne en 2019. En 2020, il est nommé pour le Rudy Scholz Award, titre décerné au meilleur joueur universitaire américain.
Diplômé de sociologie à l'université, Tavite Lopeti envisage de poursuivre sa carrière au sein des forces de l'ordre, se spécialisant sur la délinquance juvénile. Néanmoins, il se concentre sur le rugby, étant sélectionné au troisième tour de draft de la Major League Rugby par les Seawolves de Seattle. Ses prestations en tant qu'universitaire ont aussi tapé dans l'œil de la sélection nationale, qu'il intègre à l'occasion de la qualification pour la Coupe du monde face au Canada. Il inscrit un essai dès sa première sélection. Ses performances convainquent Gary Gold de le titulariser quelques semaines plus tard pour un test match de gala au FedEx Field face aux All Blacks.
Juste avant le match, les Seawolves annoncent signer un contrat de long terme avec lui, portant jusqu'en 2024. Il prend une part importante au sein du club dès sa première saison, disputant 17 rencontres sous ses nouvelles couleurs, mais il n'est néanmoins pas titulaire lors de la finale disputée (et perdue) face au Rugby New York.

## Statistiques

### En sélection à XV
| Année | Compétition                          | Matchs | Points | Essais | Transf. | Drops | Pénal. |
| ----- | ------------------------------------ | ------ | ------ | ------ | ------- | ----- | ------ |
| 2021  | Qualification pour la Coupe du monde | 4      | 5      | 1      | -       | -     | -      |
| 2021  | Test                                 | 1      | -      | -      | -       | -     | -      |
| Total | Total                                | 5      | 5      | 1      | -       | -     | -      |

| Essai | Adversaire | Lieu                             | Compétition                               | Date             | Résultat | Score |
| ----- | ---------- | -------------------------------- | ----------------------------------------- | ---------------- | -------- | ----- |
| 1     | Canada     | Swilers Rugby Park, Saint John's | Qualification pour la Coupe du monde 2023 | 4 septembre 2021 | Défaite  | 34-21 |